# اندیس آنومالی کهک
آنومالی کهک یک اندیس فلزی است که در حوالی شهر داورزن استان خراسان قرار دارد و مادهٔ معدنی موجود در آن، طلا است.سنگ میزبان این اندیس ماسه‌سنگ، مارن، آندزیت، آگلومرا است  در این اندیس، پاراژنز‌های باریت، اپیدوت، گوتیت، هماتیت، منیتیت، پیریت، تورمالین، زیرکن یافت می‌شوند.